# Die Flammen lügen
Die Flammen lügen ist ein deutsches Stummfilmmelodram aus dem Jahre 1926 mit Henny Porten in der Hauptrolle.

## Handlung
Gertrud von Gehr ist die Tochter des pensionierten Offiziers Major von Gehr. Dieser ist genervt vom Hausneubau seines Nachbarn, des wohlhabenden Fabrikanten Conrad Birkinger. Zu allem Unglück verliebt sich Gehrs Tochter Gertrud in Birkinger, und eines Tages heiraten beide. Die kinderlose Ehe steht unter keinem guten Stern, denn Birkinger betrügt seine Frau mit seiner früheren Freundin Doritt. Gertruds untreuer Gatte geht sogar so weit, dass er sich mit Doritt in einem Hotel als Herr und Frau Birkinger einmietet.
Als im Hotel ein Brand ausbricht, können die beiden nicht mehr entfliehen und kommen in den Flammen um. Nun gilt Gertrud Birkinger als offiziell tot. Die bekommt von dieser Entwicklung zunächst nichts mit, weil auch sie in dem Hotel übernachtet hatte, da sie ihrem Gatten heimlich nachgereist war. Doch sie konnte gerettet werden. Nach einer langwierigen Genesung kehrt Gertrud in ihr altes, voreheliches Leben zurück und widmet sich ganz den Kindern ihres Bruders Hermann.

## Produktionsnotizen
Die Flammen lügen entstand im April und Mai 1926 im Atelier von Berlin-Staaken. Der Film passierte die Zensur am 25. September und wurde mit Jugendverbot belegt. Die Uraufführung fand am 22. Oktober 1926 im Mozartsaal statt. Die Länge des Sechsakters betrug 2780 Meter.
Franz Schroedter zeichnete für die Filmbauten verantwortlich.

## Kritik
Paimann’s Filmlisten resümierte: „Das Sujet ist recht sentimental gehalten und verfügt über eine Reihe packender Momente, die Regie ist kontinuierlich, Aufmachung und Photographie sauber.“